# Борчане
Борчане је насеље у општини Лепосавић на Косову и Метохији. Површина катастарске општине Борчане где је атар насеља износи 7.888 ha. Припада месној заједници Сочаница. Село се налази 6 km источно од Сочанице, и 23 kmјугоисточно од Лепосавића. Захвата простор Борчанске висоравни која је оивичена планинским висовима Копаоника. Према процени из 2011. године било је 35 становника.
По положају и надморској висини 1138м Борчане спада у планинска села. То је крај пространих пашњака погодних за гајење оваца и крупне стоке. Становништво живи од сточарских производа млека, сира, коже и вуне. Ратарски производи дају ниске приносе па има мањих њива под ражи, овсом и кромпиром.
Према територији коју заузима Борчане спада међу највећа села у општини. Борчне је ван свих важнији комуникација. Постоји пут који из Сочанице води до села и даље до планинског венца Шаторице. Планински венац Шаторице је надморске висине 1750м чија је површина 2286 ha, од чега је под шумом 1154 ha, а 1132 ha чине ливаде и пашњаци. Борчане се први пут помиње у Светостефанској хрисовуљи српског краља Стефана Милутина из 1315. године.
Борчане је имало основну школу која је радила пуних 47 година, да би у септембру 1995. године, због малог броја ученика престала да функционише.

## Демографија
- попис становништва 1948: 402
- попис становништва 1953: 474
- попис становништва 1961: 562
- попис становништва 1971: 483
- попис становништва 1981: 214
- попис становништва 1991: 80

У селу 2004. године живи 71 становник и броји 33 домаћинства. Углавном су старачка домаћинства. Већина становништва је одсељена за Крагујевац. У Борчану живе родови: Јанићијевићи, Аксентијевићи, Васиљевићи, Симићи, Димитријевићи, Исаиловићи, Раденковићи, Петровићи, Милановићи, Благојевићи, Спасојевићи, Милентијевићи, Миленковићи, Радосављевићи, Николићи, Митровићи, Гаићи, Матићи. Досељени су родови: Анђелковићи, Николићи и Раденковићи.
Из села Борчане потиче Томо Радосављевић, аутор пет романа: Године ужаса, Циганче, Јаничар, Освета и Суђење боговима.